# Médicos, línea de vida
Médicos, línea de vida, ou simplement Médicos est une telenovela mexicaine et dont la première diffusion a eu lieu le 11 novembre 2019 sur Las Estrellas,.

## Synopsis
Installée dans un hôpital doté des esprits les plus expérimentés dans chacune des branches de la médecine, la série retrace l'histoire de Gonzalo Olmedo, un médecin idéaliste et interniste dévoué qui est nommé directeur de l'hôpital après la mort subite de son prédécesseur. En prenant ses fonctions, il découvre le fonctionnement complexe de l'hôpital qui présente les faiblesses d'un système de santé publique en cas de crise et de problèmes de corruption. Pour mener à bien cette transformation, Gonzalo recrute un groupe de professionnels chevronnés qui guérissent les cas les plus complexes et tentent en même temps de soigner leurs propres blessures.

## Distribution
- Livia Brito : Regina Villaseñor
- Daniel Arenas : David Paredes
- Rodolfo Salas : Arturo Molina
- Carlos de la Mota : Luis Galván
- Mauricio Henao : Marco Avalos
- Michel López : Diego Martínez
- Federico Ayos : Rafael Calderón
- Daniel Tovar : Daniel Juárez
- José Elías Moreno : Gonzalo Olmedo
- Erika de la Rosa : Mireya Navarro
- Rodrigo Murray : René Castillo
- Grettell Valdez : Ana Caballero
- Iliana Fox
- Marisol del Olmo
- Eugenia Cauduro
- Dalilah Polanco : Luz González
- Scarlet Gruber : Tania Olivares
- Raquel Garza
- Luis Gatica
- Isabel Burr : Cinthia Guerrero
- Lorena García : Pamela Miranda
- Osvaldo de León : Sergio

## Diffusion
- Las Estrellas (2019-2020)

### Sources
- (es) Cet article est partiellement ou en totalité issu de l’article de Wikipédia en espagnol intitulé « Médicos, línea de vida » (voir la liste des auteurs).